# Vaqif Mustafazadə

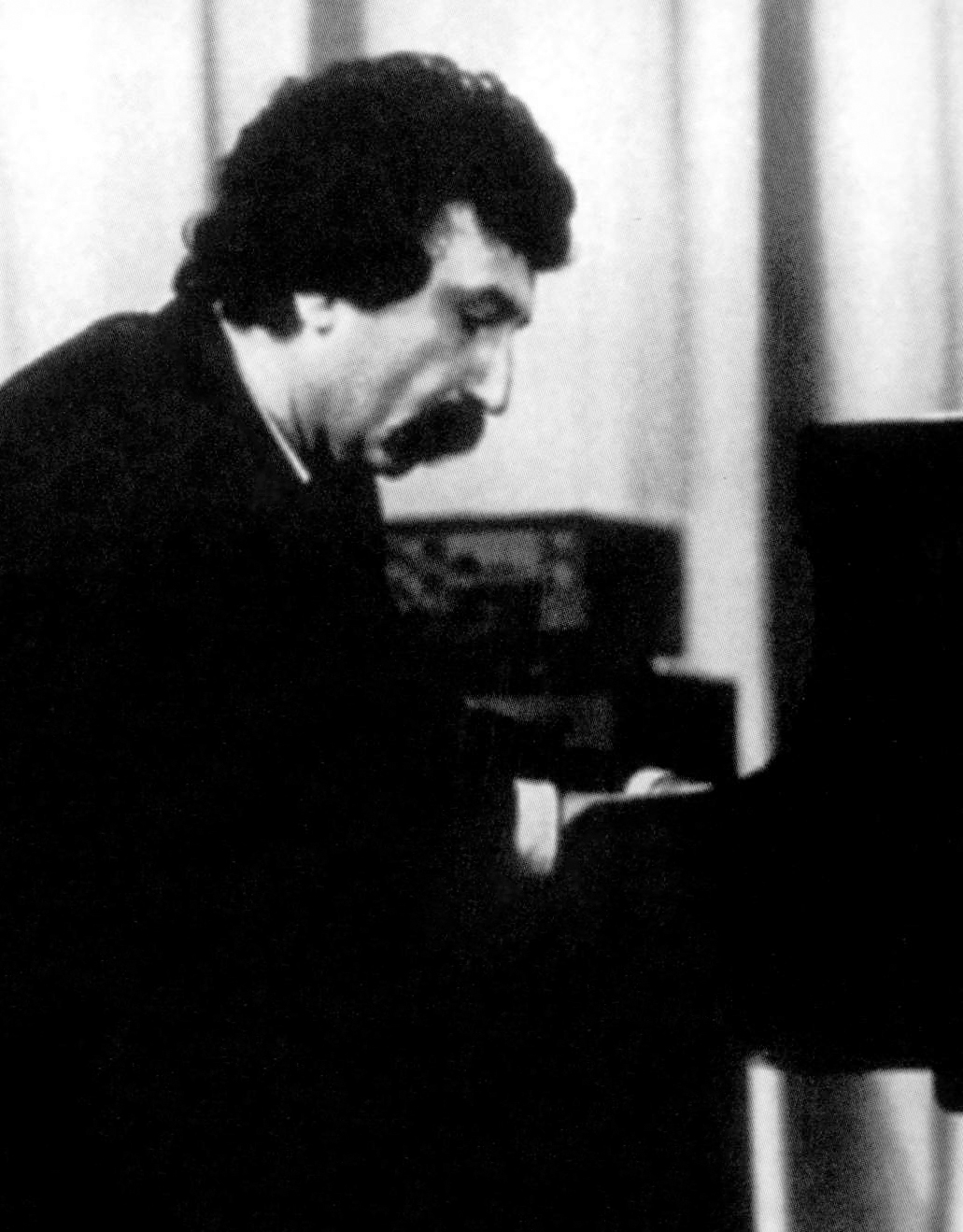
Vaqif Mustafazadə, Ende der 1970er Jahre

Vaqif Mustafazadə (alternative aserbaidschanische Schreibweise Vaqif Mustafazadä; Vagif ist ein arabisches Wort mit der Bedeutung „besonders weise“, auf Aserbaidschanisch Vaqif; * 16. März 1940 in Baku, Aserbaidschanische SSR; † 16. Dezember 1979 in Taschkent, Usbekische SSR) war ein aserbaidschanischer Komponist und Pianist.
Die von Mustafazadə entwickelte musikalische Stilrichtung ist eine Mischung aus Jazz, Elementen der klassischen Klaviermusik und traditioneller aserbaidschanischer Improvisationsmusik Mugam, einem musikalischen Modalsystem, das Intervalle, Melodieführung und Rhythmus bestimmt.

## Leben und Wirken
Als Kind lebte Vaqif Mustafazadə zusammen mit seiner Mutter, der Klavierlehrerin Ziver Khanum, in Baku; in der Zeit zwischen dem Ende des Zweiten Weltkriegs (1945) und dem Tod Josef Stalins (1953) war Jazz in Aserbaidschan verboten; sogar das Spielen von Saxophon war nicht erlaubt; durch den Radiosender BBC sowie später durch einige Spielfilme kommt der Junge mit Jazzmusik in Berührung, er merkte sich die Melodien und spielte sie nach. Daneben erhielt er eine klassische Pianistenausbildung. 1957 sollte er an der Musikschule ein Konzert geben, das auch einige kurze Jazzkompositionen enthielt; das Konzert wurde, trotz der graduellen Öffnung gegenüber dem Westen nach Stalins Tod, verboten.
Vaqif Mustafazadə spielte dennoch Jazz in Clubs und zu Hause; die Einflüsse speisen sich aus „klassischer“ Musik („Weder Bach, noch Jazz“), dem klassischen Jazz, Blues, Bebop und Tanzmusik; er verarbeitet auch Foxtrott, Charleston und den One-Step in eigenen Stücken; besonders prägte ihn jedoch die Improvisationsmusik.
Etwa ab den 1950er Jahren entwickelte sich in Aserbaidschan eine neue Jazz-Bewegung, die unter der Bezeichnungen Jazz Mugam oder auch Mugam Jazz bekannt wurde; Vaqif Mustafazadə wurde zu einem der führenden Musiker dieser Bewegung. Dieser Mugam Jazz basiert auf den modalen Skalen der traditionellen Mugammusik, folgte aber keinem metrischen Rhythmus. Sowohl die Rhythmen als auch die Skalen sind für die Improvisation offen.
1964 gelang es seinen Freunden Rafig Guliyev und Zohrab Adigozalzade, ihm eine feste Anstellung zu verschaffen; er verließ Aserbaidschan und unterrichtete in Georgien Musiker wie Tomaz Kurashvili und organisierte die Gruppe Orera. In Georgien lernte er auch seine spätere Frau Elsa (geb. Eliza Khanom am 17. Dezember) kennen; wenig später wurde ihre Tochter Əzizə geboren.
In den 1960er Jahren erlangte Mustafazadə auch internationale Anerkennung; so spielte er 1966 in verschiedenen europäischen Ländern und auf dem Jazz Festival in Tallinn 1967. B. B. King soll nach einer Vorstellung zu ihm gesagt haben:

“Mr. Mustafazade, they call me the 'King of the Blues,' but I sure wish I could play the blues as well as you do.”

„Mustafazadə, ich werde 'König des Blues' genannt, aber ich würde gerne den Blues so gut spielen können wie Sie.“

Dizzy Gillespie soll über ihn gesagt haben:

“Vagif Mustafa-Zadeh was a great Genie but I think he was born before his time.”

„Er war ein Genie, aber ich glaube, er war vor seiner Zeit geboren.“

1978 errang Mustafazadə den ersten Platz auf dem 8th International Jazz Festival in Monaco für den Song „Waiting for Aziza“.
Vaqif Mustafazadə starb überraschend am 16. Dezember 1979 im Alter von 39 Jahren während eines Bühnenauftritts in Taschkent (Usbekistan) an einem Herzinfarkt, kurz vor dem zehnten Geburtstag seiner Tochter.
Acht Jahre nach seinem Tod, am 1. März 1988, wurde das Vagif Mustafazade Home Museum eröffnet. Es befindet sich in der Wohnung, in welcher er seine Jugend verbracht hatte.
Seine Tochter, Əzizə Mustafazadə, ist in die Fußstapfen ihres Vaters getreten; sie ist unter dem Namen Aziza Mustafa Zadeh eine bekannte Jazzsängerin, Komponistin und Pianistin.

## Diskographie
(Auszug, Musik von Vaqif Mustafazadə ist kaum zu bekommen):
- Aspiration (LP, East Wind Records 1978)
- Statement (LP, Melodiya 1980)
- Jazz Compositions (LP, Melodiya + CD, Mel 2010)
- Variety Music (LP, Melodiya)
- One Day in Kiev. October 7, 1978 (Taras Bulba 2003)
- Caz nağili – Jazz Tales (CD, Baki-Raks, Azarbaycan)
- Dushunce

### Musikbeispiele
- http://vagif.jazz.az/index.html?path=en – 19 Musikbeispiele von Vaqif Mustafazadə unter „music“ (alle Stücke als mp3, davon einige Dateien ohne extension)

- http://www.azer.com/aiweb/categories/music/AudioPages/Mustafazade/mustafazade.html – drei Musikbeispiele von  (RealAudio-Format)
- https://www.youtube.com/channel/UCJXUmTfdQ4dOe1vethPqLXg Youtube-Kanal